# Патентоздатність
Патентоздатність (патентоспроможність) — характеристика об'єкта промислової власності, що визначається у результаті державної експертизи та дозволяє визначити придатність цього об'єкта до отримання правової охорони.

## Критерії патентоздатності

### Новизна
Винахід, корисна модель або промисловий зразок визнаються новими, якщо вони не є частиною рівня техніки. Рівень техніки включає всі відомості, які стали загальнодоступними у світі до дати подання заявки до Установи або, якщо заявлено пріоритет, до дати її пріоритету. Рівень техніки включає також зміст будь-якої заявки на видачу в Україні патенту (у тому числі міжнародної заявки, в якій зазначена Україна) у тій редакції, в якій цю заявку було подано спочатку, за умови, що дата її подання (а якщо заявлено пріоритет, то дата пріоритету) передує даті подання заявки до установи або даті пріоритету, і що вона була опублікована на цю дату чи після цієї дати.
Локальна новизна — новизна на винаходи, промислові зразки, раціоналізаторські пропозиції або технічні рішення тільки в межах однієї держави, підприємства, відомства (фірми).

### Винахідницький рівень
Винахід має винахідницький рівень, якщо для фахівця він не є очевидним, тобто не випливає явно із існуючого рівня техніки.

### Придатність до промислового використання
Цей критерій означає, що використані у винаході чи корисній моделі способи отримання результату мають дозволяти практичне використання винаходу.